# Tour des Flandres 2025
Cet article concerne la course masculine. Pour la course féminine, voir Tour des Flandres féminin 2025.
Le Tour des Flandres 2025 est la 109e édition de cette course cycliste masculine sur route. Il a lieu le 6 avril 2025 en Belgique. La course fait partie du calendrier UCI World Tour 2025 en catégorie 1.UWT (première division mondiale).

## Présentation

### Parcours
Le départ est donné sur la Grand-Place de Bruges. Après 268,9 km de course, les coureurs franchissent la ligne d’arrivée à Audenarde. Le parcours compte 16 monts (numérotés dans le tableau suivant) souvent pavés ainsi que 7 secteurs plats pavés. 
| △  |                         | Kilometre | Longueur (m) | Pente moyenne | Pente maximale | Route pavée = ● |
| -- | ----------------------- | --------- | ------------ | ------------- | -------------- | --------------- |
|    | Doorn                   | 109       |              |               |                | ●               |
| 1  | Vieux Quaremont (1)     | 128,9     | 2200         | 4 %           | 11,6 %         | ●               |
| 2  | Eikenberg               | 144,8     | 1200         | 5,2 %         | 10 %           | ●               |
| 3  | Wolvenberg              | 148       | 645          | 7,9 %         | 17,3 %         |                 |
|    | Holleweg                | 148       | 650          |               |                | ●               |
|    | Karel Martelstraat      | 149,2     | 1200         |               |                | ●               |
|    | Jagerij                 | 152       | 1000         |               |                | ●               |
| 4  | Molenberg               | 157,9     | 463          | 7 %           | 14,2 %         | ●               |
|    | Paddestraat             | 162,8     | 1500         |               |                | ●               |
| 5  | Berendries              | 177,4     | 940          | 7 %           | 12,3 %         |                 |
| 6  | Valkenberg              | 182,8     | 540          | 8,1 %         | 12,8 %         |                 |
| 7  | Berg ten Houte          | 195,2     | 1100         | 6 %           | 21 %           | ● (en partie)   |
| 8  | Nieuwe Kruisberg/Hotond | 204,7     | 1000         | 7,7 %         | 14 %           |                 |
| 9  | Vieux Quaremont (2)     | 214,6     | 2200         | 4 %           | 11,6 %         | ●               |
| 10 | Paterberg (1)           | 218       | 360          | 12,9 %        | 20,3 %         | ●               |
| 11 | Koppenberg              | 224,3     | 600          | 11,6 %        | 22 %           | ●               |
|    | Mariaborrestraat        | 228,3     | 400          |               |                | ●               |
| 12 | Steenbeekdries          | 229,7     | 1100         | 3,1 %         | 7,6 %          | ●               |
|    | Stationsberg            | 230,2     | 700          |               |                | ●               |
| 13 | Taaienberg              | 232,1     | 530          | 6,6 %         | 15,8 %         | ●               |
| 14 | Oude Kruisberg-Hotond   | 242,4     | 2500         | 5 %           | 9 %            | ●               |
| 15 | Vieux Quaremont (3)     | 252,2     | 2200         | 4 %           | 11,6 %         | ●               |
| 16 | Paterberg (2)           | 255,7     | 360          | 12,9 %        | 20,3 %         | ●               |
|    | Arrivée                 | 268,9     |              |               |                |                 |

### Équipes
Le Tour des Flandres figurant au calendrier du World Tour, les 18 équipes UCI WorldTeam sont présentes, auxquelles il faut ajouter des équipes UCI ProTeam invitées. 
| WorldTeams (18)- Alpecin-Deceuninck - XDS Astana Team - Groupama-FDJ - Lidl-Trek - Cofidis - Intermarché-Wanty - Team Visma \| Lease a Bike - Arkéa-B&B Hotels - Red Bull-BORA-hansgrohe - Decathlon AG2R La Mondiale Team - UAE Team Emirates XRG - EF Education-EasyPost - Bahrain-Victorious - Team Jayco AlUla - Team Picnic-PostNL - Movistar Team - Soudal Quick-Step - Ineos Grenadiers ProTeams (7)- Israel-Premier Tech - Lotto - Team Flanders-Baloise - Wagner Bazin WB - Uno-X Mobility - Q36.5 Pro Cycling Team - Tudor Pro Cycling Team |
| |

### Principaux favoris
Plusieurs favoris ont inscrit le Tour des Flandres à leur programme de courses. Le champion du monde Tadej Pogačar, vainqueur en 2023 est au départ. Le tenant du titre Mathieu van der Poel va tenter de devenir l'unique quadruple vainqueur du Ronde et Wout van Aert, qui n'a jamais réussi à remporter cette classique, en a fait un objectif principal pour cette année. Mads Pedersen, en grande forme lors des courses flandriennes précédentes (vainqueur de Gand-Wevelgem), fait aussi partie des principaux favoris.

## Récit de la course

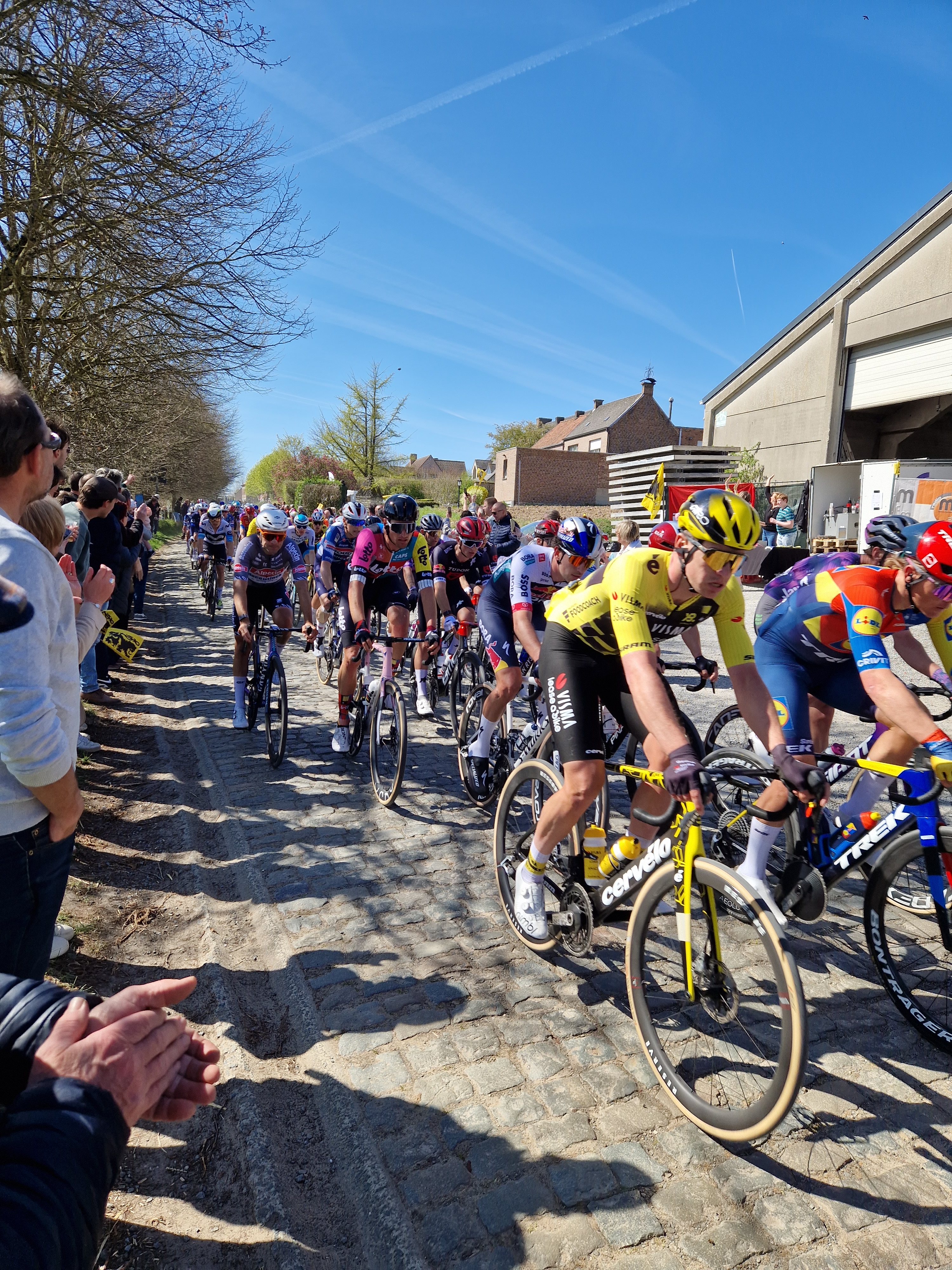
Le peloton passe la Paddestraat, avec Van Aert en tête de la photo

Dès le départ réel donné, plusieurs attaques fusent. Quelques kilomètres plus loin, l'échappée attendue finit par se former et compte huit coureurs. À l’approche de l’Eikenberg (126 km de l'arrivée), une chute entraine Mathieu van der Poel et plusieurs de ses équipiers  mais apparemment sans gravité pour van der Poel. Derrière les huit fuyards, plusieurs outsiders comme Tiesj Benoot, Davide Ballerini et Stefan Küng puis Filippo Ganna et Matteo Trentin s'extraient du peloton et reviennent sur les échappés matinaux peu avant la montée du Valkenberg (87 km du terme). Ce groupe de tête désormais constitué d'une quinzaine d'hommes possède une minute d'avance sur le groupe des favoris emmené par les équipiers UAE Emirates XRG du champion du monde Tadej Pogačar. Dans la deuxième montée du Vieux Quaremont (55 km de l'arrivée), Tadej Pogačar accélère, suivi par Mathieu Van der Poel et d'autres favoris, et reprend du temps sur le groupe de tête qui n'est plus constitué que de Ganna, Trentin et Ballerini. Dans la foulée, lors de la première ascension du Paterberg, van der Poel et Pogačar tentent de lâcher leurs adversaires mais en vain. 
Après la montée du Koppenberg (44 km du terme), les favoris reprennent les derniers échappés puis les distancent. Un groupe de six hommes mène alors la course. Il se compose de Pogačar et van der Poel, des Visma-Lease a Bike Matteo Jorgenson et Wout van Aert ainsi que des Lidl-Trek Jasper Stuyven et Mads Pedersen. Lors des montées suivantes, plusieurs accélérations ou attaques sont menées, principalement par Pogačar. Lors de la dernière montée du Vieux Quaremont (18 km de l'arrivée), Pogačar imprime un rythme très élevé et réussit à décrocher tous ses adversaires, le dernier à lâcher prise étant van der Poel, peu avant le sommet. Le champion du monde slovène augmente alors son avantage et file vers une seconde victoire sur le Ronde. Mads Pedersen précède Mathieu van der Poel pour la deuxième place dans un sprint à quatre.
Avec une moyenne horaire de 44,98 km/h, il s'agit de l'édition la plus rapide de l'histoire.

## Classements

### Classement de la course
| \| Classement général \| Classement général \| Classement général \| Classement général \| Classement général \| \| Coureur \| Coureur \| Pays \| Équipe \| Temps \| \| ------------------ \| ---------------------- \| ------------------ \| -------------------------- \| ------------------ \| \| 1er \| Tadej Pogačar \| Slovénie \| UAE Team Emirates XRG \| 5 h 58 min 41 s \| \| 2e \| Mads Pedersen \| Danemark \| Lidl-Trek \| + 1 min 01 s \| \| 3e \| Mathieu van der Poel \| Pays-Bas \| Alpecin-Deceuninck \| + 1 min 01 s \| \| 4e \| Wout van Aert \| Belgique \| Team Visma \\| Lease a Bike \| + 1 min 01 s \| \| 5e \| Jasper Stuyven \| Belgique \| Lidl-Trek \| + 1 min 04 s \| \| 6e \| Tiesj Benoot \| Belgique \| Team Visma \\| Lease a Bike \| + 1 min 53 s \| \| 7e \| Stefan Küng \| Suisse \| Groupama-FDJ \| + 1 min 53 s \| \| 8e \| Filippo Ganna \| Italie \| Ineos Grenadiers \| + 2 min 19 s \| \| 9e \| Iván García Cortina \| Espagne \| Movistar Team \| + 2 min 19 s \| \| 10e \| Davide Ballerini \| Italie \| XDS Astana Team \| + 2 min 19 s \| \| 11e \| Laurence Pithie \| Nouvelle-Zélande \| Red Bull-Bora-Hansgrohe \| + 2 min 19 s \| \| 12e \| Mike Teunissen \| Pays-Bas \| XDS Astana Team \| + 2 min 19 s \| \| 13e \| Michael Matthews \| Australie \| Team Jayco AlUla \| + 2 min 19 s \| \| 14e \| Markus Hoelgaard \| Norvège \| Uno-X Mobility \| + 2 min 19 s \| \| 15e \| Gianni Vermeersch \| Belgique \| Alpecin-Deceuninck \| + 2 min 19 s \| \| 16e \| Aurélien Paret-Peintre \| France \| Decathlon-AG2R La Mondiale \| + 2 min 19 s \| \| 17e \| Valentin Madouas \| France \| Groupama-FDJ \| + 2 min 19 s \| \| 18e \| Timo Kielich \| Belgique \| Alpecin-Deceuninck \| + 2 min 19 s \| \| 19e \| Stefan Bissegger \| Suisse \| Decathlon-AG2R La Mondiale \| + 2 min 19 s \| \| 20e \| Magnus Sheffield \| États-Unis \| Ineos Grenadiers \| + 2 min 19 s \| |                        |                  |                            |                 |
| |                        |                  |                            |                 |
| Source : ProCyclingStats |                        |                  |                            |                 |
| Classement général |                        |                  |                            |                 |
| Coureur | Coureur                | Pays             | Équipe                     | Temps           |
| 1er | Tadej Pogačar          | Slovénie         | UAE Team Emirates XRG      | 5 h 58 min 41 s |
| 2e | Mads Pedersen          | Danemark         | Lidl-Trek                  | + 1 min 01 s    |
| 3e | Mathieu van der Poel   | Pays-Bas         | Alpecin-Deceuninck         | + 1 min 01 s    |
| 4e | Wout van Aert          | Belgique         | Team Visma \| Lease a Bike | + 1 min 01 s    |
| 5e | Jasper Stuyven         | Belgique         | Lidl-Trek                  | + 1 min 04 s    |
| 6e | Tiesj Benoot           | Belgique         | Team Visma \| Lease a Bike | + 1 min 53 s    |
| 7e | Stefan Küng            | Suisse           | Groupama-FDJ               | + 1 min 53 s    |
| 8e | Filippo Ganna          | Italie           | Ineos Grenadiers           | + 2 min 19 s    |
| 9e | Iván García Cortina    | Espagne          | Movistar Team              | + 2 min 19 s    |
| 10e | Davide Ballerini       | Italie           | XDS Astana Team            | + 2 min 19 s    |
| 11e | Laurence Pithie        | Nouvelle-Zélande | Red Bull-Bora-Hansgrohe    | + 2 min 19 s    |
| 12e | Mike Teunissen         | Pays-Bas         | XDS Astana Team            | + 2 min 19 s    |
| 13e | Michael Matthews       | Australie        | Team Jayco AlUla           | + 2 min 19 s    |
| 14e | Markus Hoelgaard       | Norvège          | Uno-X Mobility             | + 2 min 19 s    |
| 15e | Gianni Vermeersch      | Belgique         | Alpecin-Deceuninck         | + 2 min 19 s    |
| 16e | Aurélien Paret-Peintre | France           | Decathlon-AG2R La Mondiale | + 2 min 19 s    |
| 17e | Valentin Madouas       | France           | Groupama-FDJ               | + 2 min 19 s    |
| 18e | Timo Kielich           | Belgique         | Alpecin-Deceuninck         | + 2 min 19 s    |
| 19e | Stefan Bissegger       | Suisse           | Decathlon-AG2R La Mondiale | + 2 min 19 s    |
| 20e | Magnus Sheffield       | États-Unis       | Ineos Grenadiers           | + 2 min 19 s    |

### Classement UCI
La course attribue des points au Classement mondial UCI 2025 selon le barème suivant :
| Position           | 1er | 2e  | 3e  | 4e  | 5e  | 6e  | 7e  | 8e  | 9e  | 10e | 11e | 12e | 13e | 14e | 15e | 16e à 20e | 21e à 30e | 31e à 50e | 51e à 55e | 56e à 60e |
| Classement général | 800 | 640 | 520 | 440 | 360 | 280 | 240 | 200 | 160 | 135 | 110 | 95  | 85  | 65  | 55  | 50        | 30        | 15        | 10        | 5         |

## Liste des participants
| Alpecin-Deceuninck ADC                                    | Alpecin-Deceuninck ADC     | Alpecin-Deceuninck ADC |
| --------------------------------------------------------- | -------------------------- | ---------------------- |
| Num                                                       | Coureur                    | Pos                    |
| 1                                                         | Mathieu van der Poel (NED) | 3e                     |
| 2                                                         | Gianni Vermeersch (BEL)    | 15e                    |
| 3                                                         | Quinten Hermans (BEL)      | AB                     |
| 4                                                         | Xandro Meurisse (BEL)      | AB                     |
| 5                                                         | Timo Kielich (BEL)         | 18e                    |
| 6                                                         | Silvan Dillier (SUI)       | AB                     |
| 7                                                         | Edward Planckaert (BEL)    | AB                     |
| Directeur sportif : Christoph Roodhooft, Frederik Willems |                            |                        |

| UAE Team Emirates XRG UAD                        | UAE Team Emirates XRG UAD      | UAE Team Emirates XRG UAD |
| ------------------------------------------------ | ------------------------------ | ------------------------- |
| Num                                              | Coureur                        | Pos                       |
| 11                                               | Tadej Pogačar (SLO) (route)    | 1er                       |
| 12                                               | Florian Vermeersch (BEL)       | 43e                       |
| 13                                               | Tim Wellens (BEL)              | AB                        |
| 14                                               | Jhonatan Narváez (ECU) (route) | AB                        |
| 15                                               | Nils Politt (GER)              | 66e                       |
| 16                                               | António Morgado (POR)          | 90e                       |
| 17                                               | Mikkel Norsgaard Bjerg (DEN)   | AB                        |
| Directeur sportif : Fabio Baldato, Marco Marcato |                                |                           |

| Team Visma \| Lease a Bike TVL                        | Team Visma \| Lease a Bike TVL | Team Visma \| Lease a Bike TVL |
| ----------------------------------------------------- | ------------------------------ | ------------------------------ |
| Num                                                   | Coureur                        | Pos                            |
| 21                                                    | Wout van Aert (BEL)            | 4e                             |
| 22                                                    | Tiesj Benoot (BEL)             | 6e                             |
| 23                                                    | Per Strand Hagenes (NOR)       | 53e                            |
| 24                                                    | Matteo Jorgenson (USA)         | 47e                            |
| 25                                                    | Edoardo Affini (ITA)           | AB                             |
| 26                                                    | Dylan van Baarle (NED)         | 46e                            |
| 27                                                    | Tosh Van der Sande (BEL)       | AB                             |
| Directeur sportif : Richard Plugge, Arthur van Dongen |                                |                                |

| Soudal Quick-Step SOQ                       | Soudal Quick-Step SOQ    | Soudal Quick-Step SOQ |
| ------------------------------------------- | ------------------------ | --------------------- |
| Num                                         | Coureur                  | Pos                   |
| 31                                          | Yves Lampaert (BEL)      | 38e                   |
| 32                                          | Paul Magnier (FRA)       | 62e                   |
| 33                                          | Pascal Eenkhoorn (NED)   | 84e                   |
| 34                                          | Luke Lamperti (USA)      | AB                    |
| 35                                          | Casper Pedersen (DEN)    | 79e                   |
| 36                                          | Pepijn Reinderink (NED)  | 78e                   |
| 37                                          | Bert Van Lerberghe (BEL) | AB                    |
| Directeur sportif : Iljo Keisse, Tom Steels |                          |                       |

| Lidl-Trek LTK                                      | Lidl-Trek LTK        | Lidl-Trek LTK |
| -------------------------------------------------- | -------------------- | ------------- |
| Num                                                | Coureur              | Pos           |
| 41                                                 | Mads Pedersen (DEN)  | 2e            |
| 42                                                 | Jasper Stuyven (BEL) | 5e            |
| 43                                                 | Edward Theuns (BEL)  | AB            |
| 44                                                 | Tim Declercq (BEL)   | AB            |
| 45                                                 | Toms Skujiņš (LAT)   | 37e           |
| 46                                                 | Daan Hoole (NED)     | 83e           |
| 47                                                 | Mathias Vacek (CZE)  | 80e           |
| Directeur sportif : Steven de Jongh, Michael Schär |                      |               |

| Intermarché-Wanty IWA                                  | Intermarché-Wanty IWA           | Intermarché-Wanty IWA |
| ------------------------------------------------------ | ------------------------------- | --------------------- |
| Num                                                    | Coureur                         | Pos                   |
| 51                                                     | Biniam Girmay (ERI)             | 35e                   |
| 52                                                     | Gijs Van Hoecke (BEL)           | AB                    |
| 53                                                     | Vito Braet (BEL)                | 48e                   |
| 54                                                     | Adrien Petit (FRA)              | AB                    |
| 55                                                     | Laurenz Rex (BEL)               | 26e                   |
| 56                                                     | Jonas Rutsch (GER)              | 33e                   |
| 57                                                     | Roel van Sintmaartensdijk (NED) | AB                    |
| Directeur sportif : Pieter Vanspeybrouck, Aike Visbeek |                                 |                       |

| EF Education-EasyPost EFE                        | EF Education-EasyPost EFE | EF Education-EasyPost EFE |
| ------------------------------------------------ | ------------------------- | ------------------------- |
| Num                                              | Coureur                   | Pos                       |
| 61                                               | Colby Simmons (USA)       | 94e                       |
| 62                                               | Harry Sweeny (AUS)        | AB                        |
| 63                                               | Owain Doull (GBR)         | 30e                       |
| 64                                               | Mikkel Honoré (DEN)       | 44e                       |
| 65                                               | Marijn van den Berg (NED) | NP                        |
| 66                                               | Neilson Powless (USA)     | 42e                       |
| 67                                               | Max Walker (GBR)          | AB                        |
| Directeur sportif : Andreas Klier, Ken Vanmarcke |                           |                           |

| Groupama-FDJ GFC                                   | Groupama-FDJ GFC        | Groupama-FDJ GFC |
| -------------------------------------------------- | ----------------------- | ---------------- |
| Num                                                | Coureur                 | Pos              |
| 71                                                 | Lewis Askey (GBR)       | 113e             |
| 72                                                 | Sven Erik Bystrøm (NOR) | 89e              |
| 73                                                 | Eddy Le Huitouze (FRA)  | AB               |
| 74                                                 | Stefan Küng (SUI)       | 7e               |
| 75                                                 | Olivier Le Gac (FRA)    | 102e             |
| 76                                                 | Valentin Madouas (FRA)  | 17e              |
| 77                                                 | Clément Russo (FRA)     | 49e              |
| Directeur sportif : Frédéric Guesdon, Julien Pinot |                         |                  |

| Bahrain Victorious TBV                            | Bahrain Victorious TBV  | Bahrain Victorious TBV |
| ------------------------------------------------- | ----------------------- | ---------------------- |
| Num                                               | Coureur                 | Pos                    |
| 81                                                | Matej Mohorič (SLO)     | 21e                    |
| 82                                                | Vlad Van Mechelen (BEL) | 54e                    |
| 83                                                | Kamil Gradek (POL)      | 99e                    |
| 84                                                | Phil Bauhaus (GER)      | 103e                   |
| 85                                                | Andrea Pasqualon (ITA)  | 76e                    |
| 86                                                | Roman Ermakov (RUS)     | AB                     |
| 87                                                | Fred Wright (GBR)       | 23e                    |
| Directeur sportif : Michał Gołaś, Aart Vierhouten |                         |                        |

| Cofidis COF                                           | Cofidis COF          | Cofidis COF |
| ----------------------------------------------------- | -------------------- | ----------- |
| Num                                                   | Coureur              | Pos         |
| 91                                                    | Dylan Teuns (BEL)    | 41e         |
| 92                                                    | Aimé De Gendt (BEL)  | 28e         |
| 93                                                    | Nolann Mahoudo (FRA) | AB          |
| 94                                                    | Alexis Renard (FRA)  | 71e         |
| 95                                                    | Ludovic Robeet (BEL) | AB          |
| 96                                                    | Piet Allegaert (BEL) | AB          |
| 97                                                    | Damien Touzé (FRA)   | 60e         |
| Directeur sportif : Roberto Damiani, Thierry Marichal |                      |             |

| Team Jayco AlUla JAY                               | Team Jayco AlUla JAY   | Team Jayco AlUla JAY |
| -------------------------------------------------- | ---------------------- | -------------------- |
| Num                                                | Coureur                | Pos                  |
| 101                                                | Michael Matthews (AUS) | 13e                  |
| 102                                                | Kelland O'Brien (AUS)  | 77e                  |
| 103                                                | Robert Donaldson (GBR) | 75e                  |
| 104                                                | Jelte Krijnsen (NED)   | 63e                  |
| 105                                                | Elmar Reinders (NED)   | 104e                 |
| 106                                                | Jasha Sütterlin (GER)  | AB                   |
| 107                                                | Max Walscheid (GER)    | 61e                  |
| Directeur sportif : Tristan Hoffman, Mathew Hayman |                        |                      |

| Red Bull-Bora-Hansgrohe RBH                          | Red Bull-Bora-Hansgrohe RBH | Red Bull-Bora-Hansgrohe RBH |
| ---------------------------------------------------- | --------------------------- | --------------------------- |
| Num                                                  | Coureur                     | Pos                         |
| 111                                                  | Laurence Pithie (NZL)       | 11e                         |
| 112                                                  | Filip Maciejuk (POL)        | AB                          |
| 113                                                  | Oier Lazkano (ESP)          | AB                          |
| 114                                                  | Ryan Mullen (IRL)           | AB                          |
| 115                                                  | Danny van Poppel (NED)      | 88e                         |
| 116                                                  | Mick van Dijke (NED)        | 29e                         |
| 117                                                  | Tim van Dijke (NED)         | 52e                         |
| Directeur sportif : Heinrich Haussler, Roger Hammond |                             |                             |

| Arkéa-B&B Hotels ARK                                  | Arkéa-B&B Hotels ARK  | Arkéa-B&B Hotels ARK |
| ----------------------------------------------------- | --------------------- | -------------------- |
| Num                                                   | Coureur               | Pos                  |
| 121                                                   | Arnaud Démare (FRA)   | 58e                  |
| 122                                                   | Amaury Capiot (BEL)   | AB                   |
| 123                                                   | Giosuè Epis (ITA)     | 92e                  |
| 124                                                   | Léandre Lozouet (FRA) | 105e                 |
| 125                                                   | Luca Mozzato (ITA)    | 111e                 |
| 126                                                   | Miles Scotson (AUS)   | AB                   |
| 127                                                   | Pierre Thierry (FRA)  | AB                   |
| Directeur sportif : Sébastien Hinault, Mickaël Leveau |                       |                      |

| Decathlon-AG2R La Mondiale DAT               | Decathlon-AG2R La Mondiale DAT | Decathlon-AG2R La Mondiale DAT |
| -------------------------------------------- | ------------------------------ | ------------------------------ |
| Num                                          | Coureur                        | Pos                            |
| 131                                          | Stefan Bissegger (SUI)         | 19e                            |
| 132                                          | Dries De Bondt (BEL)           | AB                             |
| 133                                          | Sander De Pestel (BEL)         | AB                             |
| 134                                          | Pierre Gautherat (FRA)         | AB                             |
| 135                                          | Rasmus Søjberg (DEN) (route)   | 64e                            |
| 136                                          | Oscar Chamberlain (AUS)        | 57e                            |
| 137                                          | Aurélien Paret-Peintre (FRA)   | 16e                            |
| Directeur sportif : Julien Jurdie, Luke Rowe |                                |                                |

| XDS Astana Team XAT                                | XDS Astana Team XAT     | XDS Astana Team XAT |
| -------------------------------------------------- | ----------------------- | ------------------- |
| Num                                                | Coureur                 | Pos                 |
| 141                                                | Davide Ballerini (ITA)  | 10e                 |
| 142                                                | Cees Bol (NED)          | 31e                 |
| 143                                                | Yevgeniy Fedorov (KAZ)  | 27e                 |
| 144                                                | Michele Gazzoli (ITA)   | 72e                 |
| 145                                                | Alessandro Romele (ITA) | AB                  |
| 146                                                | Mike Teunissen (NED)    | 12e                 |
| 147                                                | Davide Toneatti (ITA)   | 68e                 |
| Directeur sportif : Lorenzo Lapage, Stefano Zanini |                         |                     |

| Ineos Grenadiers IGD                                | Ineos Grenadiers IGD   | Ineos Grenadiers IGD |
| --------------------------------------------------- | ---------------------- | -------------------- |
| Num                                                 | Coureur                | Pos                  |
| 151                                                 | Filippo Ganna (ITA)    | 8e                   |
| 152                                                 | Bob Jungels (LUX)      | 109e                 |
| 153                                                 | Ben Turner (GBR)       | 59e                  |
| 154                                                 | Magnus Sheffield (USA) | 20e                  |
| 155                                                 | Connor Swift (GBR)     | 101e                 |
| 156                                                 | Samuel Watson (GBR)    | 81e                  |
| 157                                                 | Ben Swift (GBR)        | 108e                 |
| Directeur sportif : Kurt Asle Arvesen, Ian Stannard |                        |                      |

| Movistar Team MOV                    | Movistar Team MOV         | Movistar Team MOV |
| ------------------------------------ | ------------------------- | ----------------- |
| Num                                  | Coureur                   | Pos               |
| 161                                  | Iván García Cortina (ESP) | 9e                |
| 162                                  | Carlos Canal (ESP)        | 51e               |
| 163                                  | Orluis Aular (VEN)        | 36e               |
| 164                                  | Manlio Moro (ITA)         | 110e              |
| 165                                  | Mathias Norsgaard (DEN)   | 85e               |
| 166                                  | Gonzalo Serrano (ESP)     | 106e              |
| 167                                  | Albert Torres (ESP)       | AB                |
| Directeur sportif : Jürgen Roelandts |                           |                   |

| Team Picnic-PostNL TPP           | Team Picnic-PostNL TPP    | Team Picnic-PostNL TPP |
| -------------------------------- | ------------------------- | ---------------------- |
| Num                              | Coureur                   | Pos                    |
| 171                              | John Degenkolb (GER)      | AB                     |
| 172                              | Patrick Eddy (AUS)        | 91e                    |
| 173                              | Alexander Edmondson (AUS) | AB                     |
| 174                              | Sean Flynn (GBR)          | 74e                    |
| 175                              | Enzo Leijnse (NED)        | AB                     |
| 176                              | Tim Naberman (NED)        | AB                     |
| 177                              | Timo Roosen (NED)         | AB                     |
| Directeur sportif : Pim Ligthart |                           |                        |

| Q36.5 Pro Cycling Team Q36                    | Q36.5 Pro Cycling Team Q36  | Q36.5 Pro Cycling Team Q36 |
| --------------------------------------------- | --------------------------- | -------------------------- |
| Num                                           | Coureur                     | Pos                        |
| 181                                           | Giacomo Nizzolo (ITA)       | 56e                        |
| 182                                           | David González López (ESP)  | 98e                        |
| 183                                           | Emīls Liepiņš (LAT) (route) | AB                         |
| 184                                           | Fabio Christen (SUI)        | 65e                        |
| 185                                           | Jannik Steimle (GER)        | 96e                        |
| 186                                           | Rory Townsend (IRL)         | 82e                        |
| 187                                           | Nicolò Parisini (ITA)       | AB                         |
| Directeur sportif : Kurt Bogaerts, Jens Zemke |                             |                            |

| Lotto LOT                                       | Lotto LOT                 | Lotto LOT |
| ----------------------------------------------- | ------------------------- | --------- |
| Num                                             | Coureur                   | Pos       |
| 191                                             | Lennert Van Eetvelt (BEL) | AB        |
| 192                                             | Joshua Giddings (GBR)     | AB        |
| 193                                             | Brent Van Moer (BEL)      | 39e       |
| 194                                             | Jenno Berckmoes (BEL)     | AB        |
| 195                                             | Sébastien Grignard (BEL)  | 70e       |
| 196                                             | Arjen Livyns (BEL)        | 34e       |
| 197                                             | Alec Segaert (BEL)        | 32e       |
| Directeur sportif : Tony Gallopin, Nikolas Maes |                           |           |

| Israel-Premier Tech IPT                                   | Israel-Premier Tech IPT | Israel-Premier Tech IPT |
| --------------------------------------------------------- | ----------------------- | ----------------------- |
| Num                                                       | Coureur                 | Pos                     |
| 201                                                       | Joseph Blackmore (GBR)  | 40e                     |
| 202                                                       | Riley Pickrell (CAN)    | AB                      |
| 203                                                       | Corbin Strong (NZL)     | 50e                     |
| 204                                                       | Guillaume Boivin (CAN)  | AB                      |
| 205                                                       | Riley Sheehan (USA)     | 112e                    |
| 206                                                       | Jake Stewart (GBR)      | 107e                    |
| 207                                                       | Tom Van Asbroeck (BEL)  | AB                      |
| Directeur sportif : Steve Bauer, Jonathan Patrick McCarty |                         |                         |

| Tudor Pro Cycling Team TUD                           | Tudor Pro Cycling Team TUD | Tudor Pro Cycling Team TUD |
| ---------------------------------------------------- | -------------------------- | -------------------------- |
| Num                                                  | Coureur                    | Pos                        |
| 211                                                  | Matteo Trentin (ITA)       | 22e                        |
| 212                                                  | Rick Pluimers (NED)        | 24e                        |
| 213                                                  | Marco Haller (AUT)         | 45e                        |
| 214                                                  | Alexander Krieger (GER)    | AB                         |
| 215                                                  | Fabian Lienhard (SUI)      | 73e                        |
| 216                                                  | Marius Mayrhofer (GER)     | AB                         |
| 217                                                  | Arthur Kluckers (LUX)      | 100e                       |
| Directeur sportif : Morgan Lamoisson, Marcel Sieberg |                            |                            |

| Team Flanders-Baloise TFB                                           | Team Flanders-Baloise TFB | Team Flanders-Baloise TFB |
| ------------------------------------------------------------------- | ------------------------- | ------------------------- |
| Num                                                                 | Coureur                   | Pos                       |
| 221                                                                 | Vincent Van Hemelen (BEL) | 69e                       |
| 222                                                                 | Alex Colman (BEL)         | 95e                       |
| 223                                                                 | Brem Deman (BEL)          | 97e                       |
| 224                                                                 | Jules Hesters (BEL)       | AB                        |
| 225                                                                 | Victor Vercouillie (BEL)  | AB                        |
| 226                                                                 | Dylan Vandenstorme (BEL)  | AB                        |
| 227                                                                 | Ward Vanhoof (BEL)        | AB                        |
| Directeur sportif : Hans De Clercq, Andy Missotten, Kenny De Ketele |                           |                           |

| Uno-X Mobility UXM                                    | Uno-X Mobility UXM             | Uno-X Mobility UXM |
| ----------------------------------------------------- | ------------------------------ | ------------------ |
| Num                                                   | Coureur                        | Pos                |
| 231                                                   | Alexander Kristoff (NOR)       | 55e                |
| 232                                                   | Markus Hoelgaard (NOR) (route) | 14e                |
| 233                                                   | William Blume Levy (DEN)       | 87e                |
| 234                                                   | Anders Skaarseth (NOR)         | AB                 |
| 235                                                   | Rasmus Tiller (NOR)            | 25e                |
| 236                                                   | Erik Nordsæter Resell (NOR)    | AB                 |
| 237                                                   | Jonas Abrahamsen (NOR)         | 67e                |
| Directeur sportif : Gino Van Oudenhove, Gabriel Rasch |                                |                    |

| Wagner Bazin WB WB2                                                | Wagner Bazin WB WB2     | Wagner Bazin WB WB2 |
| ------------------------------------------------------------------ | ----------------------- | ------------------- |
| Num                                                                | Coureur                 | Pos                 |
| 241                                                                | Quentin Bezza (FRA)     | AB                  |
| 242                                                                | Cériel Desal (BEL)      | AB                  |
| 243                                                                | Michiel Lambrecht (BEL) | 93e                 |
| 244                                                                | Jens Reynders (BEL)     | AB                  |
| 245                                                                | Floris De Tier (BEL)    | 86e                 |
| 246                                                                | Jelle Vermoote (BEL)    | AB                  |
| 247                                                                | Loïc Vliegen (BEL)      | AB                  |
| Directeur sportif : Christophe Detilloux, Jean-Denis Vandenbroucke |                         |                     |

| Alpecin-Deceuninck ADC                                    | Alpecin-Deceuninck ADC     | Alpecin-Deceuninck ADC |
| --------------------------------------------------------- | -------------------------- | ---------------------- |
| Num                                                       | Coureur                    | Pos                    |
| 1                                                         | Mathieu van der Poel (NED) | 3e                     |
| 2                                                         | Gianni Vermeersch (BEL)    | 15e                    |
| 3                                                         | Quinten Hermans (BEL)      | AB                     |
| 4                                                         | Xandro Meurisse (BEL)      | AB                     |
| 5                                                         | Timo Kielich (BEL)         | 18e                    |
| 6                                                         | Silvan Dillier (SUI)       | AB                     |
| 7                                                         | Edward Planckaert (BEL)    | AB                     |
| Directeur sportif : Christoph Roodhooft, Frederik Willems |                            |                        |

| UAE Team Emirates XRG UAD                        | UAE Team Emirates XRG UAD      | UAE Team Emirates XRG UAD |
| ------------------------------------------------ | ------------------------------ | ------------------------- |
| Num                                              | Coureur                        | Pos                       |
| 11                                               | Tadej Pogačar (SLO) (route)    | 1er                       |
| 12                                               | Florian Vermeersch (BEL)       | 43e                       |
| 13                                               | Tim Wellens (BEL)              | AB                        |
| 14                                               | Jhonatan Narváez (ECU) (route) | AB                        |
| 15                                               | Nils Politt (GER)              | 66e                       |
| 16                                               | António Morgado (POR)          | 90e                       |
| 17                                               | Mikkel Norsgaard Bjerg (DEN)   | AB                        |
| Directeur sportif : Fabio Baldato, Marco Marcato |                                |                           |

| Team Visma \| Lease a Bike TVL                        | Team Visma \| Lease a Bike TVL | Team Visma \| Lease a Bike TVL |
| ----------------------------------------------------- | ------------------------------ | ------------------------------ |
| Num                                                   | Coureur                        | Pos                            |
| 21                                                    | Wout van Aert (BEL)            | 4e                             |
| 22                                                    | Tiesj Benoot (BEL)             | 6e                             |
| 23                                                    | Per Strand Hagenes (NOR)       | 53e                            |
| 24                                                    | Matteo Jorgenson (USA)         | 47e                            |
| 25                                                    | Edoardo Affini (ITA)           | AB                             |
| 26                                                    | Dylan van Baarle (NED)         | 46e                            |
| 27                                                    | Tosh Van der Sande (BEL)       | AB                             |
| Directeur sportif : Richard Plugge, Arthur van Dongen |                                |                                |

| Soudal Quick-Step SOQ                       | Soudal Quick-Step SOQ    | Soudal Quick-Step SOQ |
| ------------------------------------------- | ------------------------ | --------------------- |
| Num                                         | Coureur                  | Pos                   |
| 31                                          | Yves Lampaert (BEL)      | 38e                   |
| 32                                          | Paul Magnier (FRA)       | 62e                   |
| 33                                          | Pascal Eenkhoorn (NED)   | 84e                   |
| 34                                          | Luke Lamperti (USA)      | AB                    |
| 35                                          | Casper Pedersen (DEN)    | 79e                   |
| 36                                          | Pepijn Reinderink (NED)  | 78e                   |
| 37                                          | Bert Van Lerberghe (BEL) | AB                    |
| Directeur sportif : Iljo Keisse, Tom Steels |                          |                       |

| Lidl-Trek LTK                                      | Lidl-Trek LTK        | Lidl-Trek LTK |
| -------------------------------------------------- | -------------------- | ------------- |
| Num                                                | Coureur              | Pos           |
| 41                                                 | Mads Pedersen (DEN)  | 2e            |
| 42                                                 | Jasper Stuyven (BEL) | 5e            |
| 43                                                 | Edward Theuns (BEL)  | AB            |
| 44                                                 | Tim Declercq (BEL)   | AB            |
| 45                                                 | Toms Skujiņš (LAT)   | 37e           |
| 46                                                 | Daan Hoole (NED)     | 83e           |
| 47                                                 | Mathias Vacek (CZE)  | 80e           |
| Directeur sportif : Steven de Jongh, Michael Schär |                      |               |

| Intermarché-Wanty IWA                                  | Intermarché-Wanty IWA           | Intermarché-Wanty IWA |
| ------------------------------------------------------ | ------------------------------- | --------------------- |
| Num                                                    | Coureur                         | Pos                   |
| 51                                                     | Biniam Girmay (ERI)             | 35e                   |
| 52                                                     | Gijs Van Hoecke (BEL)           | AB                    |
| 53                                                     | Vito Braet (BEL)                | 48e                   |
| 54                                                     | Adrien Petit (FRA)              | AB                    |
| 55                                                     | Laurenz Rex (BEL)               | 26e                   |
| 56                                                     | Jonas Rutsch (GER)              | 33e                   |
| 57                                                     | Roel van Sintmaartensdijk (NED) | AB                    |
| Directeur sportif : Pieter Vanspeybrouck, Aike Visbeek |                                 |                       |

| EF Education-EasyPost EFE                        | EF Education-EasyPost EFE | EF Education-EasyPost EFE |
| ------------------------------------------------ | ------------------------- | ------------------------- |
| Num                                              | Coureur                   | Pos                       |
| 61                                               | Colby Simmons (USA)       | 94e                       |
| 62                                               | Harry Sweeny (AUS)        | AB                        |
| 63                                               | Owain Doull (GBR)         | 30e                       |
| 64                                               | Mikkel Honoré (DEN)       | 44e                       |
| 65                                               | Marijn van den Berg (NED) | NP                        |
| 66                                               | Neilson Powless (USA)     | 42e                       |
| 67                                               | Max Walker (GBR)          | AB                        |
| Directeur sportif : Andreas Klier, Ken Vanmarcke |                           |                           |

| Groupama-FDJ GFC                                   | Groupama-FDJ GFC        | Groupama-FDJ GFC |
| -------------------------------------------------- | ----------------------- | ---------------- |
| Num                                                | Coureur                 | Pos              |
| 71                                                 | Lewis Askey (GBR)       | 113e             |
| 72                                                 | Sven Erik Bystrøm (NOR) | 89e              |
| 73                                                 | Eddy Le Huitouze (FRA)  | AB               |
| 74                                                 | Stefan Küng (SUI)       | 7e               |
| 75                                                 | Olivier Le Gac (FRA)    | 102e             |
| 76                                                 | Valentin Madouas (FRA)  | 17e              |
| 77                                                 | Clément Russo (FRA)     | 49e              |
| Directeur sportif : Frédéric Guesdon, Julien Pinot |                         |                  |

| Bahrain Victorious TBV                            | Bahrain Victorious TBV  | Bahrain Victorious TBV |
| ------------------------------------------------- | ----------------------- | ---------------------- |
| Num                                               | Coureur                 | Pos                    |
| 81                                                | Matej Mohorič (SLO)     | 21e                    |
| 82                                                | Vlad Van Mechelen (BEL) | 54e                    |
| 83                                                | Kamil Gradek (POL)      | 99e                    |
| 84                                                | Phil Bauhaus (GER)      | 103e                   |
| 85                                                | Andrea Pasqualon (ITA)  | 76e                    |
| 86                                                | Roman Ermakov (RUS)     | AB                     |
| 87                                                | Fred Wright (GBR)       | 23e                    |
| Directeur sportif : Michał Gołaś, Aart Vierhouten |                         |                        |

| Cofidis COF                                           | Cofidis COF          | Cofidis COF |
| ----------------------------------------------------- | -------------------- | ----------- |
| Num                                                   | Coureur              | Pos         |
| 91                                                    | Dylan Teuns (BEL)    | 41e         |
| 92                                                    | Aimé De Gendt (BEL)  | 28e         |
| 93                                                    | Nolann Mahoudo (FRA) | AB          |
| 94                                                    | Alexis Renard (FRA)  | 71e         |
| 95                                                    | Ludovic Robeet (BEL) | AB          |
| 96                                                    | Piet Allegaert (BEL) | AB          |
| 97                                                    | Damien Touzé (FRA)   | 60e         |
| Directeur sportif : Roberto Damiani, Thierry Marichal |                      |             |

| Team Jayco AlUla JAY                               | Team Jayco AlUla JAY   | Team Jayco AlUla JAY |
| -------------------------------------------------- | ---------------------- | -------------------- |
| Num                                                | Coureur                | Pos                  |
| 101                                                | Michael Matthews (AUS) | 13e                  |
| 102                                                | Kelland O'Brien (AUS)  | 77e                  |
| 103                                                | Robert Donaldson (GBR) | 75e                  |
| 104                                                | Jelte Krijnsen (NED)   | 63e                  |
| 105                                                | Elmar Reinders (NED)   | 104e                 |
| 106                                                | Jasha Sütterlin (GER)  | AB                   |
| 107                                                | Max Walscheid (GER)    | 61e                  |
| Directeur sportif : Tristan Hoffman, Mathew Hayman |                        |                      |

| Red Bull-Bora-Hansgrohe RBH                          | Red Bull-Bora-Hansgrohe RBH | Red Bull-Bora-Hansgrohe RBH |
| ---------------------------------------------------- | --------------------------- | --------------------------- |
| Num                                                  | Coureur                     | Pos                         |
| 111                                                  | Laurence Pithie (NZL)       | 11e                         |
| 112                                                  | Filip Maciejuk (POL)        | AB                          |
| 113                                                  | Oier Lazkano (ESP)          | AB                          |
| 114                                                  | Ryan Mullen (IRL)           | AB                          |
| 115                                                  | Danny van Poppel (NED)      | 88e                         |
| 116                                                  | Mick van Dijke (NED)        | 29e                         |
| 117                                                  | Tim van Dijke (NED)         | 52e                         |
| Directeur sportif : Heinrich Haussler, Roger Hammond |                             |                             |

| Arkéa-B&B Hotels ARK                                  | Arkéa-B&B Hotels ARK  | Arkéa-B&B Hotels ARK |
| ----------------------------------------------------- | --------------------- | -------------------- |
| Num                                                   | Coureur               | Pos                  |
| 121                                                   | Arnaud Démare (FRA)   | 58e                  |
| 122                                                   | Amaury Capiot (BEL)   | AB                   |
| 123                                                   | Giosuè Epis (ITA)     | 92e                  |
| 124                                                   | Léandre Lozouet (FRA) | 105e                 |
| 125                                                   | Luca Mozzato (ITA)    | 111e                 |
| 126                                                   | Miles Scotson (AUS)   | AB                   |
| 127                                                   | Pierre Thierry (FRA)  | AB                   |
| Directeur sportif : Sébastien Hinault, Mickaël Leveau |                       |                      |

| Decathlon-AG2R La Mondiale DAT               | Decathlon-AG2R La Mondiale DAT | Decathlon-AG2R La Mondiale DAT |
| -------------------------------------------- | ------------------------------ | ------------------------------ |
| Num                                          | Coureur                        | Pos                            |
| 131                                          | Stefan Bissegger (SUI)         | 19e                            |
| 132                                          | Dries De Bondt (BEL)           | AB                             |
| 133                                          | Sander De Pestel (BEL)         | AB                             |
| 134                                          | Pierre Gautherat (FRA)         | AB                             |
| 135                                          | Rasmus Søjberg (DEN) (route)   | 64e                            |
| 136                                          | Oscar Chamberlain (AUS)        | 57e                            |
| 137                                          | Aurélien Paret-Peintre (FRA)   | 16e                            |
| Directeur sportif : Julien Jurdie, Luke Rowe |                                |                                |

| XDS Astana Team XAT                                | XDS Astana Team XAT     | XDS Astana Team XAT |
| -------------------------------------------------- | ----------------------- | ------------------- |
| Num                                                | Coureur                 | Pos                 |
| 141                                                | Davide Ballerini (ITA)  | 10e                 |
| 142                                                | Cees Bol (NED)          | 31e                 |
| 143                                                | Yevgeniy Fedorov (KAZ)  | 27e                 |
| 144                                                | Michele Gazzoli (ITA)   | 72e                 |
| 145                                                | Alessandro Romele (ITA) | AB                  |
| 146                                                | Mike Teunissen (NED)    | 12e                 |
| 147                                                | Davide Toneatti (ITA)   | 68e                 |
| Directeur sportif : Lorenzo Lapage, Stefano Zanini |                         |                     |

| Ineos Grenadiers IGD                                | Ineos Grenadiers IGD   | Ineos Grenadiers IGD |
| --------------------------------------------------- | ---------------------- | -------------------- |
| Num                                                 | Coureur                | Pos                  |
| 151                                                 | Filippo Ganna (ITA)    | 8e                   |
| 152                                                 | Bob Jungels (LUX)      | 109e                 |
| 153                                                 | Ben Turner (GBR)       | 59e                  |
| 154                                                 | Magnus Sheffield (USA) | 20e                  |
| 155                                                 | Connor Swift (GBR)     | 101e                 |
| 156                                                 | Samuel Watson (GBR)    | 81e                  |
| 157                                                 | Ben Swift (GBR)        | 108e                 |
| Directeur sportif : Kurt Asle Arvesen, Ian Stannard |                        |                      |

| Movistar Team MOV                    | Movistar Team MOV         | Movistar Team MOV |
| ------------------------------------ | ------------------------- | ----------------- |
| Num                                  | Coureur                   | Pos               |
| 161                                  | Iván García Cortina (ESP) | 9e                |
| 162                                  | Carlos Canal (ESP)        | 51e               |
| 163                                  | Orluis Aular (VEN)        | 36e               |
| 164                                  | Manlio Moro (ITA)         | 110e              |
| 165                                  | Mathias Norsgaard (DEN)   | 85e               |
| 166                                  | Gonzalo Serrano (ESP)     | 106e              |
| 167                                  | Albert Torres (ESP)       | AB                |
| Directeur sportif : Jürgen Roelandts |                           |                   |

| Team Picnic-PostNL TPP           | Team Picnic-PostNL TPP    | Team Picnic-PostNL TPP |
| -------------------------------- | ------------------------- | ---------------------- |
| Num                              | Coureur                   | Pos                    |
| 171                              | John Degenkolb (GER)      | AB                     |
| 172                              | Patrick Eddy (AUS)        | 91e                    |
| 173                              | Alexander Edmondson (AUS) | AB                     |
| 174                              | Sean Flynn (GBR)          | 74e                    |
| 175                              | Enzo Leijnse (NED)        | AB                     |
| 176                              | Tim Naberman (NED)        | AB                     |
| 177                              | Timo Roosen (NED)         | AB                     |
| Directeur sportif : Pim Ligthart |                           |                        |

| Q36.5 Pro Cycling Team Q36                    | Q36.5 Pro Cycling Team Q36  | Q36.5 Pro Cycling Team Q36 |
| --------------------------------------------- | --------------------------- | -------------------------- |
| Num                                           | Coureur                     | Pos                        |
| 181                                           | Giacomo Nizzolo (ITA)       | 56e                        |
| 182                                           | David González López (ESP)  | 98e                        |
| 183                                           | Emīls Liepiņš (LAT) (route) | AB                         |
| 184                                           | Fabio Christen (SUI)        | 65e                        |
| 185                                           | Jannik Steimle (GER)        | 96e                        |
| 186                                           | Rory Townsend (IRL)         | 82e                        |
| 187                                           | Nicolò Parisini (ITA)       | AB                         |
| Directeur sportif : Kurt Bogaerts, Jens Zemke |                             |                            |

| Lotto LOT                                       | Lotto LOT                 | Lotto LOT |
| ----------------------------------------------- | ------------------------- | --------- |
| Num                                             | Coureur                   | Pos       |
| 191                                             | Lennert Van Eetvelt (BEL) | AB        |
| 192                                             | Joshua Giddings (GBR)     | AB        |
| 193                                             | Brent Van Moer (BEL)      | 39e       |
| 194                                             | Jenno Berckmoes (BEL)     | AB        |
| 195                                             | Sébastien Grignard (BEL)  | 70e       |
| 196                                             | Arjen Livyns (BEL)        | 34e       |
| 197                                             | Alec Segaert (BEL)        | 32e       |
| Directeur sportif : Tony Gallopin, Nikolas Maes |                           |           |

| Israel-Premier Tech IPT                                   | Israel-Premier Tech IPT | Israel-Premier Tech IPT |
| --------------------------------------------------------- | ----------------------- | ----------------------- |
| Num                                                       | Coureur                 | Pos                     |
| 201                                                       | Joseph Blackmore (GBR)  | 40e                     |
| 202                                                       | Riley Pickrell (CAN)    | AB                      |
| 203                                                       | Corbin Strong (NZL)     | 50e                     |
| 204                                                       | Guillaume Boivin (CAN)  | AB                      |
| 205                                                       | Riley Sheehan (USA)     | 112e                    |
| 206                                                       | Jake Stewart (GBR)      | 107e                    |
| 207                                                       | Tom Van Asbroeck (BEL)  | AB                      |
| Directeur sportif : Steve Bauer, Jonathan Patrick McCarty |                         |                         |

| Tudor Pro Cycling Team TUD                           | Tudor Pro Cycling Team TUD | Tudor Pro Cycling Team TUD |
| ---------------------------------------------------- | -------------------------- | -------------------------- |
| Num                                                  | Coureur                    | Pos                        |
| 211                                                  | Matteo Trentin (ITA)       | 22e                        |
| 212                                                  | Rick Pluimers (NED)        | 24e                        |
| 213                                                  | Marco Haller (AUT)         | 45e                        |
| 214                                                  | Alexander Krieger (GER)    | AB                         |
| 215                                                  | Fabian Lienhard (SUI)      | 73e                        |
| 216                                                  | Marius Mayrhofer (GER)     | AB                         |
| 217                                                  | Arthur Kluckers (LUX)      | 100e                       |
| Directeur sportif : Morgan Lamoisson, Marcel Sieberg |                            |                            |

| Team Flanders-Baloise TFB                                           | Team Flanders-Baloise TFB | Team Flanders-Baloise TFB |
| ------------------------------------------------------------------- | ------------------------- | ------------------------- |
| Num                                                                 | Coureur                   | Pos                       |
| 221                                                                 | Vincent Van Hemelen (BEL) | 69e                       |
| 222                                                                 | Alex Colman (BEL)         | 95e                       |
| 223                                                                 | Brem Deman (BEL)          | 97e                       |
| 224                                                                 | Jules Hesters (BEL)       | AB                        |
| 225                                                                 | Victor Vercouillie (BEL)  | AB                        |
| 226                                                                 | Dylan Vandenstorme (BEL)  | AB                        |
| 227                                                                 | Ward Vanhoof (BEL)        | AB                        |
| Directeur sportif : Hans De Clercq, Andy Missotten, Kenny De Ketele |                           |                           |

| Uno-X Mobility UXM                                    | Uno-X Mobility UXM             | Uno-X Mobility UXM |
| ----------------------------------------------------- | ------------------------------ | ------------------ |
| Num                                                   | Coureur                        | Pos                |
| 231                                                   | Alexander Kristoff (NOR)       | 55e                |
| 232                                                   | Markus Hoelgaard (NOR) (route) | 14e                |
| 233                                                   | William Blume Levy (DEN)       | 87e                |
| 234                                                   | Anders Skaarseth (NOR)         | AB                 |
| 235                                                   | Rasmus Tiller (NOR)            | 25e                |
| 236                                                   | Erik Nordsæter Resell (NOR)    | AB                 |
| 237                                                   | Jonas Abrahamsen (NOR)         | 67e                |
| Directeur sportif : Gino Van Oudenhove, Gabriel Rasch |                                |                    |

| Wagner Bazin WB WB2                                                | Wagner Bazin WB WB2     | Wagner Bazin WB WB2 |
| ------------------------------------------------------------------ | ----------------------- | ------------------- |
| Num                                                                | Coureur                 | Pos                 |
| 241                                                                | Quentin Bezza (FRA)     | AB                  |
| 242                                                                | Cériel Desal (BEL)      | AB                  |
| 243                                                                | Michiel Lambrecht (BEL) | 93e                 |
| 244                                                                | Jens Reynders (BEL)     | AB                  |
| 245                                                                | Floris De Tier (BEL)    | 86e                 |
| 246                                                                | Jelle Vermoote (BEL)    | AB                  |
| 247                                                                | Loïc Vliegen (BEL)      | AB                  |
| Directeur sportif : Christophe Detilloux, Jean-Denis Vandenbroucke |                         |                     |